# Mortoniodendron palaciosii
Mortoniodendron palaciosii är en malvaväxtart som beskrevs av Faustino Miranda. Mortoniodendron palaciosii ingår i släktet Mortoniodendron och familjen malvaväxter. Inga underarter finns listade i Catalogue of Life.